# Chang Yongxiang
Chang Yongxiang (n. 16 septembrie 1983, Handan⁠(d), Republica Populară Chineză) este un luptător ce a reprezentat Republica Populară Chineză, medaliat olimpic. A participat la o ediție a Jocurilor Olimpice (2008) în care a câștigat o medalie de argint.